# Parelasmotherium

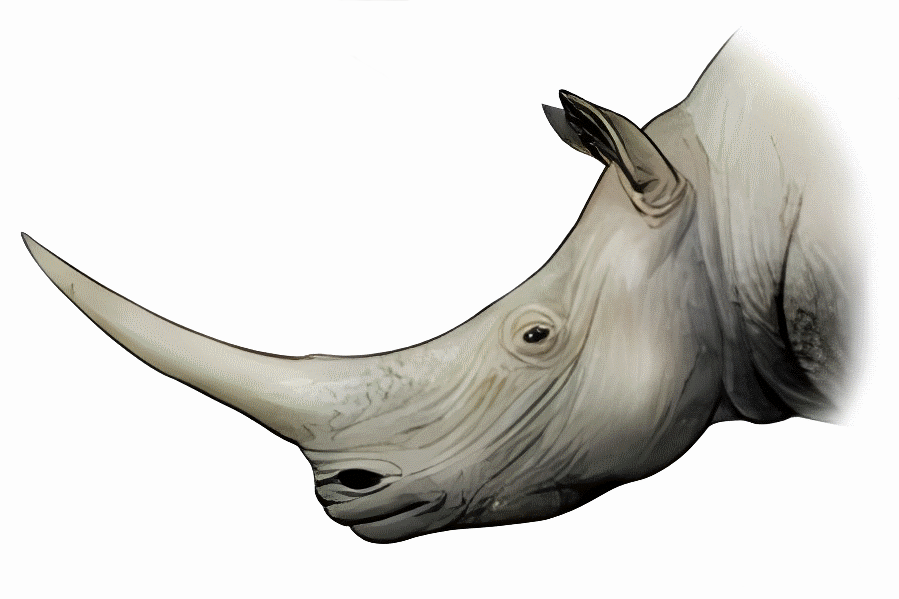
Lebendrekonstruktion des Kopfes von Parelasmotherium

Parelasmotherium ist eine ausgestorbene Gattung der Nashörner, die im späten Miozän vor etwa 11 Millionen Jahren im nördlichen China lebte. Es gehörte mit seinem großen Körperbau und seinen hochkronigen Zähnen zur Gruppe der Elasmotheriini und war somit ein Verwandter des im Pleistozän über weite Teile des nördlichen Asiens verbreiteten Elasmotherium.

## Merkmale
Parelasmotherium stellte einen großen Vertreter der Nashörner dar, ist bisher aber weitgehend nur von isolierten Zähnen, einzelnen Skelettelementen des Bewegungsapparates und von einem vollständigen, jedoch seitlich leicht gedrückten Schädel bekannt. Dieser war mit 97 cm äußerst langgestreckt und sehr schmal. Das Hinterhauptsbein war wenig herausgezogen und eher rechtwinklig gestaltet und besaß einen deutlichen, in der Aufsicht gerade verlaufenden Wulst als Ansatzstelle für die Nackenmuskulatur. Das lang ausgestreckte Nasenbein wies einen kräftigen Bau auf und zeigte im vorderen Teil eine deutliche Rundung. Im Gegensatz zu späteren Elasmotherien besaß die Nasenscheidewand noch keine verknöcherten Strukturen. Perlförmige Aufrauungen auf der Oberfläche des Nasenbeins markierten die Ansatzstelle für das Horn, welches aber nicht direkt auf der Nasenspitze, sondern eher im mittleren Bereich des Nasenbeins saß. Ein Stirnhorn wie bei Elasmotherium war nicht ausgebildet. Die Augenhöhle befand sich oberhalb hinter dem letzten Molaren.
Das Oberkiefergebiss zeichnete sich wie bei allen Elasmotheriini durch eine deutliche Reduktion der vorderen Bezahnung aus, so dass die Schneidezähne und der Eckzahn fehlten. Die hintere Bezahnung bestand aus drei Prämolaren und drei Molaren, im Milchgebiss befand sich auch noch der vorderste Prämolar. Die Prämolaren waren kleiner als die Molaren, ähnelten diesen aber im Aufbau. Allgemein zeigten die Zähne sehr hohe Zahnkronen, der zweite Molar, der auch gleichzeitig der größte Zahn im Gebiss war, wurde bis zu 13 cm hoch. Dabei lagen die Werte für die Höhe der Molaren über denen der Länge und verweisen damit auf die späteren Vertreter der Elasmotherien mit ihren noch höheren Zahnkronen, während bei den früheren Gattungen die Höhenwerte nicht die der Länge erreichten. Zudem besaßen sie einen hohen Zementanteil und deutlich gefalteten Zahnschmelz, der aber noch nicht so markante Kurvenverläufe hatte, wie beim späteren Elasmotherium. Die hohen Zahnkronen und der Bau der Zähne sprechen dafür, dass Parelasmotherium ein spezialisierter Grasfresser war (grazer), was mit den im späten Miozän erfolgten Klima- und damit verbundenen Landschaftsveränderungen in Form der Ausbreitung offener Steppen korrespondiert.

## Fossilfunde
Funde von Parelasmotherium sind selten und liegen bisher nur aus dem nördlichen China vor. Die Funde des Typusexemplars stammen aus Kutschwuan in der chinesischen Provinz Shanxi und umfassen ein Kieferfragment mit erhaltener hinterer Bezahnung sowie mehrere Lang- und Fußknochen. Weitere potentiell zur Gattung gehörige Funde wurden in Guonigou im Linxia-Becken in der Provinz Gansu geborgen. Diese schließen zahlreiche isolierte Zähne ein, aber auch ein fast vollständiger Schädel wurde dort Anfang des 21. Jahrhunderts entdeckt. Des Weiteren kommen verschiedene Funde auch in Apotheken für Traditionelle Chinesische Medizin zu Tage.

## Systematik
Parelasmotherium gehört zur Tribus der Elasmotheriini, einer Gruppe sehr großer Nashörner mit sehr hochkronigen Backenzähnen, die die nächsten Verwandten der Rhinocerotini mit den heute noch lebenden Nashornarten darstellen. Innerhalb der Elasmotheriini bildet die Gattung eine Klade mit Ningxiatherium. Beide Nashornformen werden zusammen mit dem weiter außen stehenden Iranotherium aufgrund der Lage ihres Horns auf der Nase und den generell nicht ganz so hochkronigen Backenzähnen und weniger gefalteten Zahnschmelz der Untertribus Iranotheriina zugewiesen, die den stammesgeschichtlich jüngeren stirnhorntragenden und extrem hochkronigen modernen Elasmotheiina, zu denen auch das bekannte Elasmotherium gehört, gegenüberstehen. Einige Forscher stellten auch Ningxiatherium in die Gattung Parelasmotherium, doch mit der Entdeckung des ersten vollständigen Parelasmotherium-Schädels Anfang des 21. Jahrhunderts zeigten sich deutliche Unterschiede zwischen beiden Gattungen, die unter anderen in der fehlenden Verknöcherung des vorderen Teils der Nasenscheidewand und dem anders gebauten Hinterhauptsbein bei Parelasmotherium bestehen.
Die Gattung Parelasmotherium wurde erstmals von H. Killgus 1923 beschrieben. Als Holotyp dienten die Funde aus Kutschwuan in Shanxi. T. Ringström, der 1922 mit Sinotherium einen weiteren Vertreter der Elasmotheriina beschrieben hatte, sah keine größeren Unterschiede zu diesem und setzte Parelasmotherium mit Sinotherium gleich. Spätere Analysen ergaben deutlich Unterschiede im Zahnbau und -kronenhöhe der beiden Gattungen, die später durch den ersten Schädelfund nicht nur bestätigt, sondern auch erweitert werden konnten. Des Weiteren war Sinotherium allgemein größer als Parelasmotherium.
Bisher wurden drei anerkannte Arten beschrieben:
- Parelasmotherium linxiaense Deng, 2001
- Parelasmotherium schansiense Killgus, 1923
- Parelasmotherium simplum (Chow, 1958)

Eine phylogenetische Studie aus dem Jahr 2022 kommt jedoch zu dem Schluss, dass die drei Arten keine in sich geschlossene Gruppe bilden und Parelasmotherium linxiaense sowie Parelasmotherium simplum anderen Gattungen zugewiesen werden müssten. In diesem Fall würde sich das bekannte Fossilmaterial der Gattung auf die Funde aus Kutschwuan beschränken.